# Hélène Rey
Hélène Rey (* 1970) ist eine französische Ökonomin mit dem Spezialgebiet internationale Makroökonomie. Sie ist Professorin an der London Business School und schreibt regelmäßig Kolumnen für die französische Finanz-Zeitung Les Échos. Rey ist Fellow an der British Academy sowie am Centre for Economic Policy Research (CEPR), wissenschaftliche Mitarbeiterin des National Bureau of Economic Research (NBER) und Mitglied des Wissenschaftsrats der Fondation Banque de France sowie Mitglied der Bellagio Group on the International Economy.

## Werdegang
Rey absolvierte ihr Grundstudium an der École nationale de la statistique et de l’administration économique (ENSAE ParisTech) in Paris. Nach dem Masterstudium an der Stanford University promovierte sie an der London School of Economics und der École des Hautes Études en Sciences Sociales. Von 1997 bis 2000 war sie als Lecturer an der London School of Economics tätig, bevor sie an die Princeton University in den USA wechselte. Hier war Rey zunächst Assistant Professor of Economics and International Affairs. 2006 erhielt sie eine volle Professur am Economics Department, der Woodrow Wilson School und dem Bendheim Center for Finance an der Princeton University. Diese hatte sie bis zu ihrem Wechsel an die London Business School im Jahr 2007 inne.

## Forschung
In ihrer Forschung widmet sich Rey den Bestimmungsgrößen und Konsequenzen von Außenhandel und finanziellen Ungleichgewichten sowie der Theorie von Finanzkrisen und der Organisation des internationalen Währungssystems.

## Auszeichnungen (Auswahl)
- 2005 Alfred P. Sloan Research Fellowship
- 2006 Germán-Bernácer-Preis (für den besten europäischen Ökonomen unter 40 auf dem Gebiet Makroökonomie und Finance)
- 2011 Elected Fellow der British Academy
- 2012 Birgit-Grodal-Preis der European Economic Association
- 2013 Yrjö-Jahnsson-Preis
- 2014 Carl-Menger-Preis des Verein für Socialpolitik
- 2016 Mitglied der American Academy of Arts and Sciences[4]
- 2023 Adam-Smith-Preis